# Dominik Mavra
Dominik Mavra (Zara, 15 giugno 1994) è un cestista croato.

## Carriera

### Club
Il 17 agosto 2022 fa il suo ritorno tra le file del Spalato.

### Nazionale
Nell'estate 2022 viene convocato dal CT Damir Mulaomerović per l'EuroBasket 2022.

## Palmarès

### Competizioni nazionali
- Campionato croato: 2

KK Zagabria: 2010-11
Zara: 2020-21
- Coppa di Macedonia: 1

Karpoš Sokoli: 2017
- Coppa di Croazia: 2

Zara: 2020, 2021

### Competizioni internazionali
- Lega Adriatica: 1

Cibona Zagabria: 2013-14